# 塔威河

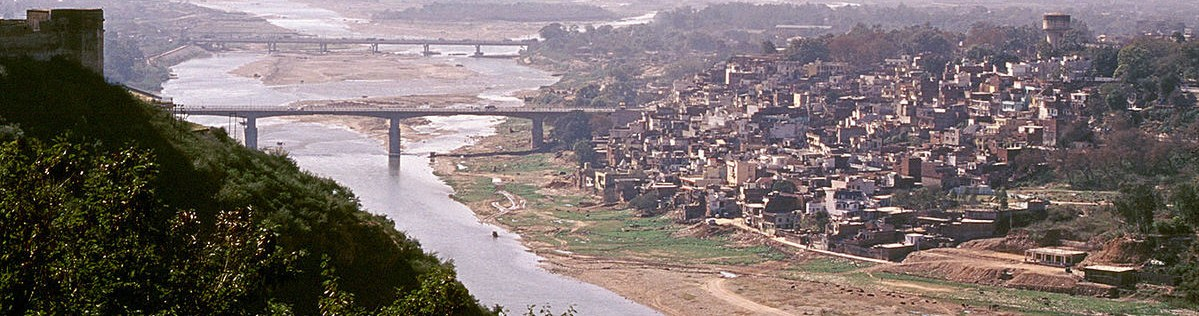
賈姆穆與塔威河

塔威河（Tawi），是克什米爾地區的一條河流，為奇納布河左岸支流。在印度文化中，它是神密與神聖的河流。
塔威河發源於烏德漢普爾縣東部的卡里昆迪冰川，幹流先向西流，後轉西北流至切納尼後轉向西南流，至烏達姆普爾轉向南流。至品加（Pinga）附近轉向西流，不久流入查謨縣。流經縣治賈姆穆後不久，進入巴基斯坦旁遮普省，最終注入奇納布河。